# Нинна (нэнго)
Нинна или Нинва (яп. 仁和 нинна, нинва, человеческая гармония) — девиз правления (нэнго) японских императоров Коко и Уды с 885 по 889 год .

## Продолжительность
Начало и конец эры:
- 21-й день 2-й луны 9-го года Гэнгё (по юлианскому календарю — 11 марта 885 года);
- 27-й день 4-й луны 5-го года Нинна (по юлианскому календарю — 30 мая 889 года).

## Происхождение
Название нэнго было заимствовано:
- из Ли цзи:「歌楽者仁之和也」[4];
- из «Ивэнь лэйцзюй»:「聖徳宣仁以和衆」[4].

## События
- 11 января 886 года (14-й день 12-й луны 2-го года Нинна) — император Коко отправился в соколиную охоту на реку Сэри; он часто предавался такому времяпрепровождению[6];
- 17 сентября 887 года (26-й день 8-й луны 3-го года Нинна) — Коко умер в возрасте 57 лет[7]. Престол перешёл к его третьему сыну, который через некоторое время воцарился под именем император Уда[8];
- 4 января 888 года (17-й день 11-й луны 3-го года Нинна) — Фудзивара-но Мотоцунэ попросил императора отправить его в отставку, но тот лишь ответил: «молодость моя ограничивает мою способность управлять, и если бы не ваши советы, мне остаётся только отречься от престола и удалиться в монастырь». И Мотоцунэ продолжил служить в качестве кампаку новому императору (см. также Инцидент с ако)[9];
- 888 год (8-я луна 4-го года Нинна) — завершено строительство буддийского храма Нинна-дзи; настоятелем храма стал бывший ученик Кукая[9];

## Сравнительная таблица
Ниже представлена таблица соответствия японского традиционного и европейского летосчисления. В скобках к номеру года японской эры указано название соответствующего года из 60-летнего цикла китайской системы гань-чжи. Японские месяцы традиционно названы лунами.
| 1-й год Нинна (Деревянная Змея)   | 1-я луна       | 2-я луна*  | 3-я луна  | 3-я луна* (високосная) | 4-я луна  | 5-я луна* | 6-я луна*  | 7-я луна    | 8-я луна*   | 9-я луна   | 10-я луна* | 11-я луна                | 12-я луна     |
| --------------------------------- | -------------- | ---------- | --------- | ---------------------- | --------- | --------- | ---------- | ----------- | ----------- | ---------- | ---------- | ------------------------ | ------------- |
| Юлианский календарь               | 20 января 885  | 19 февраля | 20 марта  | 19 апреля              | 18 мая    | 17 июня   | 16 июля    | 14 августа  | 13 сентября | 12 октября | 11 ноября  | 10 декабря               | 9 января 886  |
| 2-й год Нинна (Огненная Лошадь)   | 1-я луна       | 2-я луна*  | 3-я луна  | 4-я луна*              | 5-я луна  | 6-я луна* | 7-я луна*  | 8-я луна*   | 9-я луна    | 10-я луна  | 11-я луна* | 12-я луна                |               |
| Юлианский календарь               | 8 февраля 886  | 10 марта   | 8 апреля  | 8 мая                  | 6 июня    | 6 июля    | 4 августа  | 2 сентября  | 1 октября   | 31 октября | 30 ноября  | 29 декабря               |               |
| 3-й год Нинна (Огненная Коза)     | 1-я луна       | 2-я луна   | 3-я луна* | 4-я луна               | 5-я луна* | 6-я луна* | 7-я луна   | 8-я луна*   | 9-я луна    | 10-я луна* | 11-я луна  | 11-я луна (високосная) * | 12-я луна     |
| Юлианский календарь               | 28 января 887  | 27 февраля | 29 марта  | 27 апреля              | 27 мая    | 25 июня   | 24 июля    | 23 августа  | 21 сентября | 21 октября | 19 ноября  | 19 декабря               | 17 января 888 |
| 4-й год Нинна (Земляная Обезьяна) | 1-я луна       | 2-я луна*  | 3-я луна  | 4-я луна*              | 5-я луна  | 6-я луна* | 7-я луна   | 8-я луна*   | 9-я луна    | 10-я луна* | 11-я луна  | 12-я луна*               |               |
| Юлианский календарь               | 16 февраля 888 | 17 марта   | 15 апреля | 15 мая                 | 13 июня   | 13 июля   | 11 августа | 10 сентября | 9 октября   | 8 ноября   | 7 декабря  | 6 января 889             |               |
| 5-й год Нинна (Земляной Петух)    | 1-я луна       | 2-я луна*  | 3-я луна  | 4-я луна*              | 5-я луна  | 6-я луна  | 7-я луна*  | 8-я луна    | 9-я луна*   | 10-я луна  | 11-я луна* | 12-я луна                |               |
| Юлианский календарь               | 4 февраля 889  | 6 марта    | 4 апреля  | 4 мая                  | 2 июня    | 2 июля    | 1 августа  | 30 августа  | 29 сентября | 28 октября | 27 ноября  | 26 декабря               |               |

* звёздочкой отмечены короткие месяцы (луны) продолжительностью 29 дней. Остальные месяцы длятся 30 дней.